# Rue Corémolin
La rue Corémolin est une rue de la ville de Liège (Belgique) située dans le quartier de Sainte-Marguerite.

## Odonymie et histoire
La rue se nommait la rue du Moulin. En 1863, la voie devient la rue des Meuniers puis, depuis 1940, elle prend le nom de rue Corémolin. Le moulin qui a donné son nom à la rue recevait les eaux de la Légia. Il appartenait au couvent de Cornillon sur le Mont Cornillon et se situait plus ou moins à l'emplacement de l'immeuble sis au no 19 de la rue des Meuniers. Corémolin est donc le moulin (en wallon : molin) de Cornillon. La Légia coulait plus ou moins à l'emplacement de la rue.

## Situation et description
Cette courte voirie rectiligne, étroite et en légère montée mesure environ 72 mètres et relie la rue Sainte-Marguerite à la rue des Meuniers.Elle applique un sens unique de circulation automobile dans le sens Meuniers - Sainte-Marguerite. 

## Architecture
La grande majorité de la vingtaine d'immeubles de la rue a été érigée pendant le dernier tiers du XIXe siècle. Quelques-uns sont bâtis en séquences de deux maisons similaires ou davantage.

## Voies adjacentes
- Rue Sainte-Marguerite
- Rue des Meuniers